# Мартен ван дер Вейден
Мартен ван дер Вейден (нід. Maarten van der Weijden; *31 березня 1981, Алкмар) — нідерландський плавець, олімпійський чемпіон XXIX Літньої Олімпіади (Пекін, 2008) у запливі на 10 км у відкритій воді. Чемпіон світу 2008 року, срібний призер чемпіонату Європи 2006 року. Найкращий спортсмен Голландії 2008 року.
Був прапороносцем (ніс прапор Нідерландів) на закритті Літньої Олімпіади-2008.

## Виступи на Олімпіадах
| Олімпіада  | Дисципліна                                 | Місце |
| ---------- | ------------------------------------------ | ----- |
| Пекін 2008 | плавання на 10 кілометрів у відкритій воді | 1     |